# 2014-15년 한반도 가뭄
2015년 한반도 가뭄은 2014년 들어 시작된 한반도의 가뭄 사태이다. 2014년에는 상대적으로 가벼운 가뭄이 있었다. 2015년에 들어 극심한 가뭄이 찾아왔다. 전반적으로 강수량이 평년에 비해 절반 수준에 미치지 못했다. 대한민국에서는 6월 19일 기준, 소양강댐의 수위가 152.24m를 기록해 1978년 6월 24일의 151.93m를 기록한 이후 최저 수위에 도달하고 소양호는 바닥이 드러났다. 조선민주주의인민공화국도 마찬가지로 심각한 가뭄이 닥쳐 유엔에서는 대략 1억 1,100만 달러의 지원이 필요할 것이라고 전망했다.

## 배경
변희룡 부경대 교수는 한반도에 6, 12, 38, 124년의 가뭄주기가 있다며 2015년에 대가뭄이 온다고 예언했다.

## 같이 보기
- 2013~2015년 북아메리카 가뭄
- 2015년 브라질 가뭄
- 경신 대기근
- 4대강 정비 사업